# کرنشاو (لس آنجلس)
کرنشاو (به انگلیسی: Crenshaw) یک منطقهٔ مسکونی در ایالات متحده آمریکا است که در کالیفرنیا واقع شده‌است.